# اللادينية في نيجيريا
تُقدر اللادينية في نيجيريا بأقل من واحد بالمائة من السكان. كما هو الحال في أجزاء كثيرة من إفريقيا، هناك قدر كبير من النظرة السلبية المرتبطة بكون الشخص ملحدًا.
أظهر استطلاع للرأي أجراه مركز بيو للأبحاث عام 2010 أن 51٪ من مسلمي نيجيريا يوافقون على عقوبة الإعدام لترك الإسلام. في بعض أجزاء نيجيريا، توجد حتى قوانين لمكافحة التجديف.
في عام 2017، اكتسبت الجمعية الإنسانية النيجيرية اعترافًا حكوميًا رسميًا بعد صراع دام 17 عامًا. تبع ذلك اعتراف بجمعية الملحدين في نيجيريا، والجمعية الإنسانية في شمال نيجيريا، والجمعية العلمانية النيجيرية. يعتبر استخدام مصطلح «المفكر الحر» أكثر تهذيبًا عند الإشارة إلى الملحد. مثال: هل أنت مسيحي أم مسلم أم مفكر حر؟

## قائمة النيجيريين غير المتدينين
• وولي سوينكا